# نورما کاچ
نورما کاچ (انگلیسی: Norma Koch؛ ۲۷ مارس ۱۸۹۸ – ۲۹ ژوئیهٔ ۱۹۷۹) یک طراح صحنه و لباس اهل ایالات متحده آمریکا بود. 